# Salem McBunny
Juan Humberto Villegas Coss y León, 15 de enero de 1993, Arandas, Jalisco, México. Artista visual, escritor y conferencista mexicano especializado en fotografía fine art.

## Biografía
Licenciado en Ciencias de la Comunicación con una especialidad Pequeñas y Medianas Empresas, ha estudiado diplomados en: habilidades directivas, logoterapia, tanatología y constelaciones familiares. El seudónimo de Salem McBunny es el nombre con el que se conoce dentro del mundo de las artes en las que él se desenvuelve.

## Trayectoria profesional
Empezó como fotógrafo a los 17 años de manera autodidacta. Sus estudios y prácticas dentro del mundo de la fotografía lo convirtieron en conferencista, tallerista y profesor universitario, en donde ha formado a más de 3 mil alumnos. A través de su estilo y fotografía, ha ganado distintos premios internacionales de fotografía entre los que destacan el Primer lugar en FFIEL (Festival de Fotografía Internacional en León); Top n.º 1 de fotógrafos Fine art a nivel mundial por One Eyeland; Fotógrafo del año de México por One Eyeland; Oro en los Moscow Photo Awards en la categoría Fine art; Primer lugar en la categoría Photo Project en los 35 Awards; fotógrafo del año en los Cosmos Awards.
Ha representado a México en varias ocasiones en la Copa Mundial de fotografía y destacar como fotógrafo del año en Cosmos Awards. y visto su obra exhibida en ciudades como París, Milán y Nueva York.
Desde 2019, se ha desempeñado como jurado en Concursos Internacionales de Fotografía como 35 Awards en 2019, FFIEL en 2022 y One Eyeland en 2023.

## Estilo
Su trabajo en fotografía tiene un toque poético, surrealista y acabados pictóricos mostrando un baile en los colores, elementos, la expresión y la pose para generar armonía visual.

## Opera Prima: "El Ojo de Salem"
En 2022 comenzó a escribir parte de su historia y su experiencia con la creatividad y la inspiración, con el paso de los días y meses fue formándose su primer libro titulado "El ojo de Salem",  publicado en 2023. Contiene 4 capítulos que sirven como un mensaje de autoayuda a personas que han tenido conflictos con su autoestima y su salud mental para que puedan encontrarse a ellos mismos dentro de las páginas o sentirse identificados con el autor, también hace mucho énfasis en la creatividad, buscando mostrar a los lectores una manera diferente de ver el arte y hacerlos darse cuenta de sus capacidades creativas con distintos textos de reflexión actividades e imágenes que suman a un mundo que busca tocar la chispa interior de cada persona.

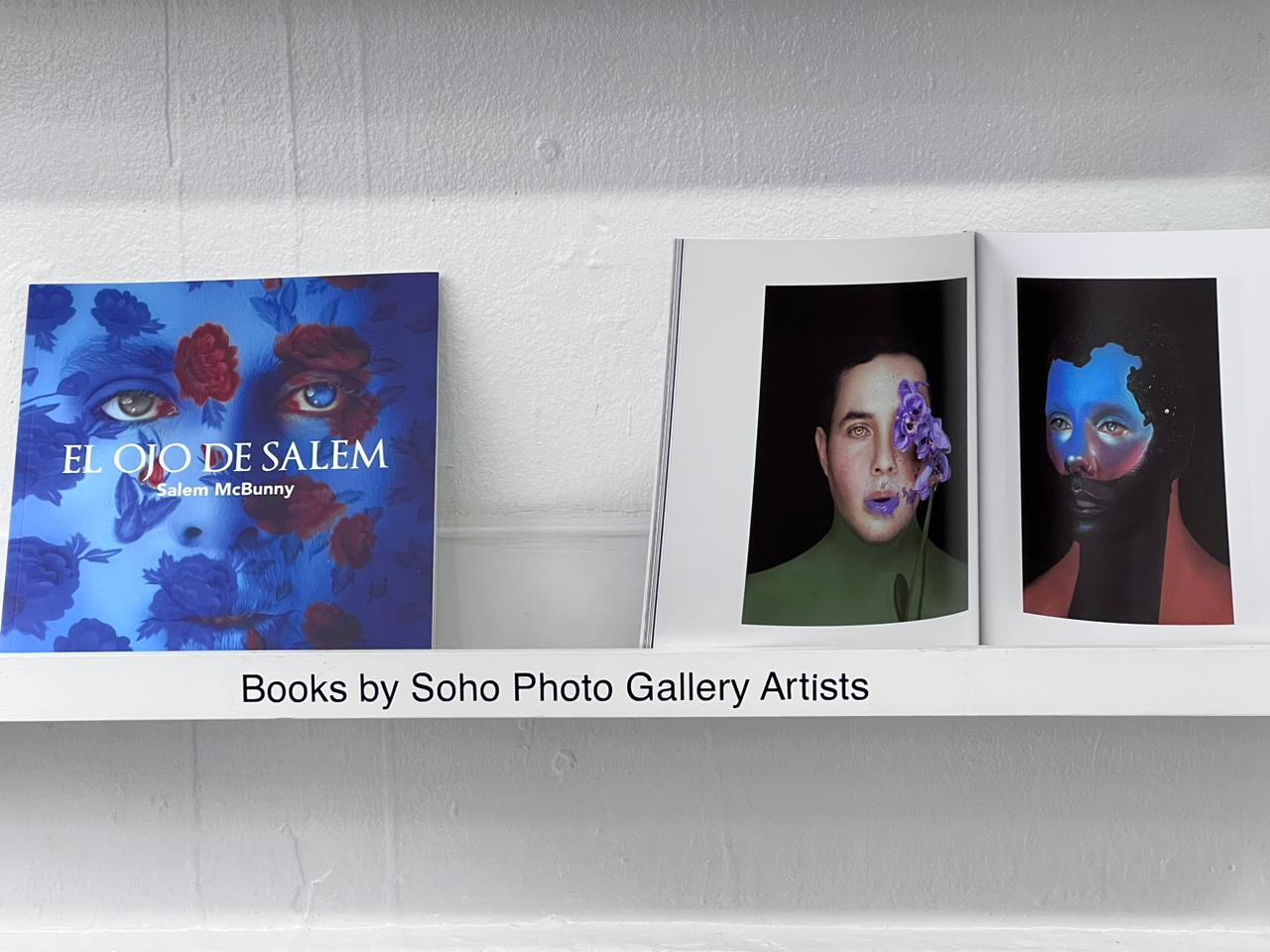
Libro expuesto en New York Soho Photo Gallery

## Exposiciones
| Exposición                                                                             | Año  |
| -------------------------------------------------------------------------------------- | ---- |
| Fotoseptiembre                                                                         | 2018 |
| Imagenation Paris                                                                      | 2021 |
| Imagenation Milan                                                                      | 2022 |
| Imagenation NY                                                                         | 2023 |
| El Ojo de Salem (en conjunto con la Secretaría de la Juventud del Estado de Querétaro) | 2023 |

## Premios y Reconocimientos
| Premio                           | Concurso                                     | Año  |
| -------------------------------- | -------------------------------------------- | ---- |
| Ganador - Fashion                | Master Class Awards                          | 2018 |
| Ganador                          | Haz Click con México                         | 2019 |
| Top 10 Fineart Photographers     | One Eyeland                                  | 2020 |
| Bronze                           | Tokyo International Foto Awards              | 2020 |
| Ganador                          | Festival de Fotografía Internacional de León | 2021 |
| Fotógrafo del año                | Cosmos Awards                                | 2021 |
| Fotógrafo del año de México      | One Eyeland                                  | 2021 |
| Primer Lugar - Photo Project     | 35 Awards                                    | 2021 |
| Primer Lugar - Fine Art Portrait | Moscow Photo Awards                          | 2021 |
| Ganador                          | Haz Click con México                         | 2021 |
| Ganador - Fashion                | WPI                                          | 2022 |
| Ganador - Fine art               | WPE                                          | 2022 |
| Finalista                        | Dodho Colors                                 | 2022 |
| Ganador                          | Haz Click con México                         | 2023 |